# Dagâța
Dagâţa é uma comuna romena localizada no distrito de Iaşi, na região de Moldávia. A comuna possui uma área de 32.79 km² e sua população era de 4887 habitantes segundo o censo de 2007.